# Muroma

Siedlungsgebiet der Muromer

Muroma (russ. Muroma [murʌˈma]) war ein finno-ugrischer Stamm, der seit dem 1. Jahrtausend v. Chr. im Oka-Becken um die nach ihm benannte Stadt Murom lebte. Der Stamm betrieb Ackerbau, Jagd und Handwerk. Im Mittelalter wurde er der Kiewer Rus tributpflichtig. Im 14. Jahrhundert verschwindet er aus den historischen Quellen, so dass davon auszugehen ist, dass er von den Ostslawen assimiliert wurde.